# 6.ª División Blindada (Sudáfrica)
La 6.ª División Blindada sudafricana fue una división blindada del Ejército de Sudáfrica activa durante la Segunda Guerra Mundial que participó en diversas operaciones y batallas en la última etapa de la Campaña de Italia.
Creada en 1943, se forma a base de un núcleo de soldados de la ex 1.ª División de Infantería sudafricana que regresaron a Sudáfrica después de la Segunda Batalla de El Alamein. La división fue inicialmente transferida a Egipto para su entrenamiento y después fue enviada a Italia para luchar durante 1944 y 1945. En Italia, la División fue desplegada como parte del 8.º Ejército Británico y luego bajo el 5.º Ejército de Estados Unidos cuando ya estaba finalizando la Campaña en Italia. La División operó como división reforzada y fue utilizada con frecuencia para encabezar el avance del cuerpo de ejército al que pertenecía. Retornaron a Sudáfrica después del fin de la Campaña en Italia y fue disuelta en 1946.

## Historia

### Fundación
La posibilidad de formar una división blindada sudafricana se discutió en abril de 1941 entre el mayor general George Brink, el Comandante de la Primera División de Infantería de Sudáfrica y el primer ministro (Mariscal de Campo) Smuts. En ese momento Sudáfrica estaba luchando para mantener los niveles de soldados necesarios para sostener dos divisiones de infantería. La 3.ª División se mantuvo en Sudáfrica y se usó como fuente de refuerzos para la 1.ª y 2.ª divisiones.Todos los sudafricanos en servicio eran voluntarios, pero eran mucho menos de los hombres que se necesitaban; debido a esta situación se sostuvo que si esta tendencia continuaba, sería necesario convertir una división de infantería en una división blindada, ya que una división blindada requeriría menos hombres. Más tarde, el panorama era de establecer dos divisiones blindadas, debido a que la baja cantidad de soldados era más pronunciada.
Después de la Segunda Batalla de El Alamein, la 1.ª División de Infantería se retiró a Quassasin, para que la 1.ª Brigada (perteneciente a esta división) volviera a Sudáfrica, para reagruparse con la 7.ª Brigada de Infantería (en ese momento la 7.ª Brigada de Infantería se encontraba en Madagascar), para así formar la 1.ª División Blindada Sudafricana. Las 2.ª y 3.ª brigadas de la 1.ª División de Infantería deberían permanecer en Egipto para formar la 6.ª División Blindada Sudafricana, que reemplazaría a la 2.ª División de Infantería que había sido capturada en Tobruk, en junio de 1942.
En enero de 1943, los líderes aliados habían decidido en la Conferencia de Casablanca continuar la guerra con la invasión de Sicilia, reduciendo la necesidad de más divisiones blindadas, en comparación con las que se necesitaban en el Desierto Occidental. Esto, junto con la escasez de soldados, condujo a cancelar la creación de la 1.ª División Blindada y sólo la 6 ª División Blindada se consideraba viable. Todas las brigadas de la 1.ª División de Infantería Sudafricana regresaron a Sudáfrica para re-entrenamiento y fusión con otras unidades para formar el núcleo de la nueva división blindada. La División se formó oficialmente en Sudáfrica el 1 de febrero de 1943, con el mayor general WHE Poole como comandante y se embarcó en el puerto de Tewfik en Suez el 30 de abril de 1943 con dos brigadas de la División.

### Egipto
El entrenamiento empezó en el desierto de Khataba al noroeste del El Cairo; este fue el centro de los entrenamientos de las unidades blindadas y la integración de elementos rhodesianos en la división. Debido a la falta de soldados, la División se vio obligada a fusionar numerosas unidades, y la mayor parte del tiempo de entrenamiento se dedicó a unir las nuevas unidades.
El periodo de entrenamiento fue concluido finalmente en una serie de ejercicios de entrenamiento; el primero fue el ejercicio Ciudad del Cabo que se realizó desde el 1 al 3 de diciembre para la 11.ª Brigada Blindada; luego el ejercicio Durban del 5 al 7 de diciembre para la 12.ª Brigada Motorizada. El entrenamiento concluyó con el ejercicio Tussle con el III Cuerpo Británico, finalizando el 21 de enero de 1944, y el 23 de enero la División se movilizó hacia Helwan. Después de los entrenamientos la División se quedó en Egipto durante meses debido a la indecisión sobre la función que debía asumir la División. El 3 de marzo de 1944, la División recibió instrucciones de trasladarse a Palestina y los grupos de avanzada izquierda avanzaron el 7 de marzo. Sin embargo, el 12 de marzo, esta orden fue revocada y la división recibió instrucciones de trasladarse a Italia. Un año después de llegar al Medio Oriente, la División se embarcó en Alejandría entre el 14 y el 16 de abril para llegar a Tarento, Italia, el 20 y 21 de abril de 1944.

### Italia: 8.º Ejército

Organigrama de la división 21 de abril de 1944.

#### Entrada de la 12.ª Brigada Motorizada

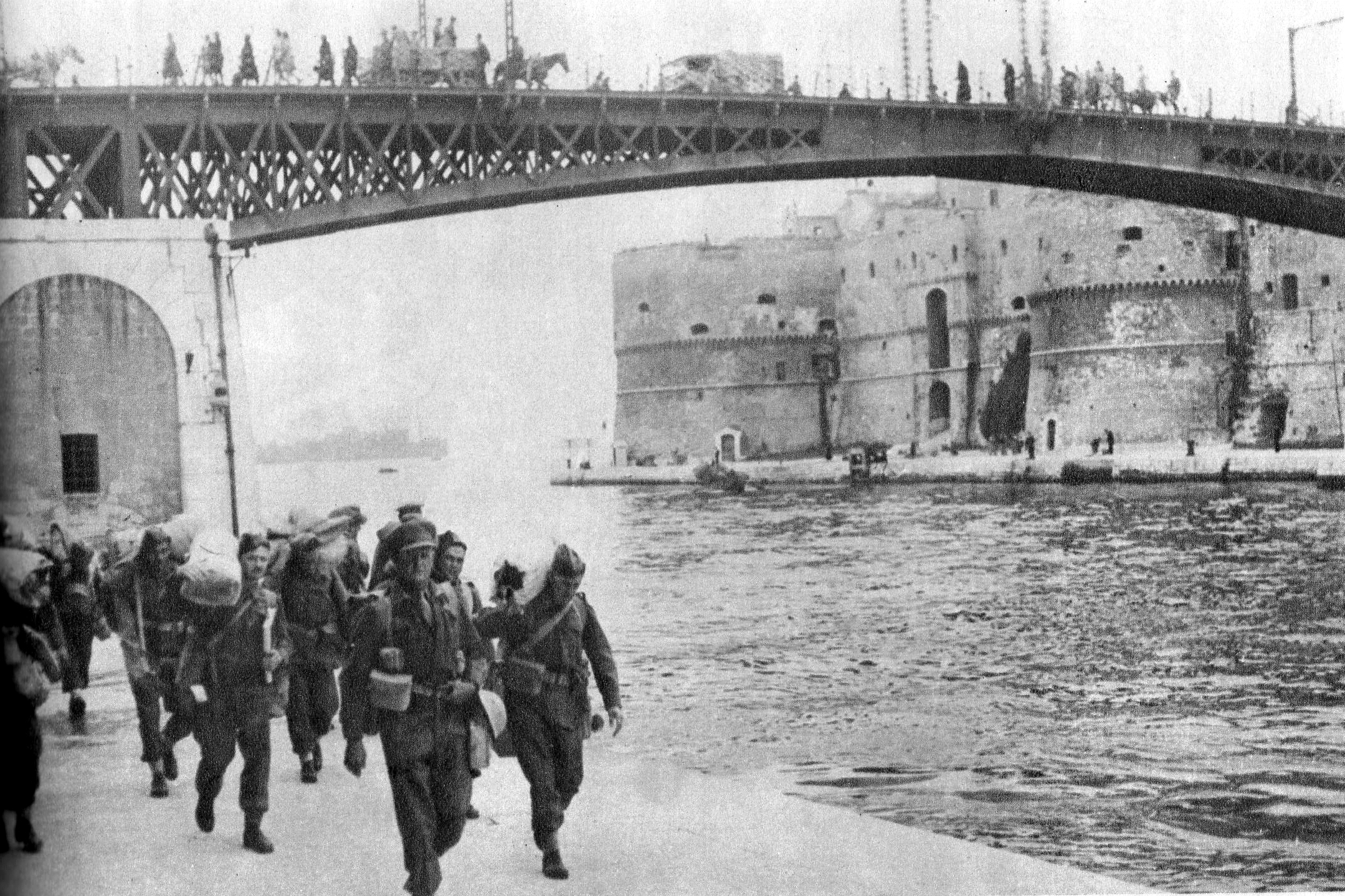
Tropas de la 6.ª División Blindada llegando a Tarento, Italia.

El reagrupamiento aún estaba en curso después de la llegada a Italia, cuando a la 12.ª Brigada Motorizada con artillería y elementos de apoyo se le ordenó trasladarse a la zona de Isernia para preparar el relevo de la 11.ª Brigada de Infantería de Canadá en la zona de Cassino y entrar bajo el mando de la 2.ª División de Nueva Zelanda en el X Cuerpo Británico. Estas fueron las primeras tropas de la División en entrar en combate en Italia. La 12.ª Brigada Motorizada Sudafricana ayudó a mantener estas posiciones hasta después de la caída de Monte Cassino y la ruptura de la cabeza de playa de Anzio, cuando se retiraron y se reunieron con la División.

#### Avance inicial después de la caída de Roma
Formando parte de la reserva del 8.º Ejército Británico la división se adelantó y se adjuntó al I Cuerpo Canadiense después de que los canadienses y el Segundo Cuerpo Polaco habían atravesado la Línea Hitler al norte de Cassino. Después de que Roma había ha sido tomada por los Aliados a principios de junio de 1944, a la división se le ordenó moverse sobre Vía Casalina para estar a la cabeza del XIII Cuerpo del 8.º Ejército Británico. Para que la división estuviera completa con tres brigadas, la 24.ª Brigada de Guardias británicos fue puesta bajo control de la división; esta asociación se mantuvo hasta la primavera de 1945.
La División avanzaba con el río Tíber al este y el lago de Bolsena al oeste a una velocidad de 16 km (10 millas) por día, superando a sus unidades de acompañamiento. El 10 de junio la 11.ª Brigada Blindada se transformó en líder del avance, cuando chocó con la recién llegada 365.ª División de Infantería alemana al sur de Celleno. Por primera (y única) vez el brigadier Furstenberg fue capaz de desplegar sus tres regimientos blindados y su batallón de infantería motorizada en la batalla para obtener una importante victoria. El teniente coronel Papa Brits (Batallón de Servicios Especiales [SSB]) y el teniente coronel Bob Reeves-Moore (Caballería Ligera Imperial / Regimiento Kimberley [ILH / KR]) recibieron la DSO por su liderazgo en la derrota de los elementos de la 365.ª División de Infantería alemana. El éxito de la 11.ª Brigada Blindada se había expandido a toda la división y el 12 de junio la división capturó Orvieto, habiendo avanzado 121 km (75 millas) en diez días. Pero su promedio de avance disminuyó debido al constante contacto con tropas enemigas.

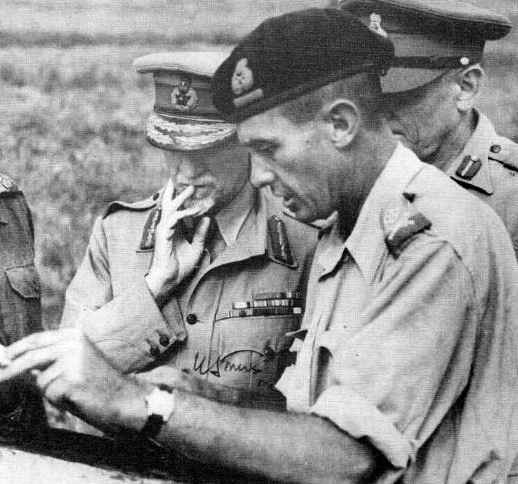
El mariscal de campo Jan Smuts (primer ministro), Mayor-General Poole (GOC) y el teniente general sir Pierre van Ryneveld (jefe de Estado Mayor Sudafricano), en Chiusi, Italia, el 24 de junio de 1944. La visita fue para discutir las implicaciones de la rendición de una compañía, el Regimiento First City/Montañistas de Ciudad del Cabo.

El 17 de junio la Caballería Ligera Imperial de la 11.ª Brigada Blindada inició un ataque a Chiusi, que se detuvo debido a los ataques de los paracaidistas de la Fallschirm-Panzer-División 1 Hermann Göring, que defendían Chiusi, pero para el 21 de junio, la ciudad había sido capturada (momentáneamente) por el Regimiento de Montañistas de Ciudad del Cabo; para esto el Regimiento tuvo que enfrentarse a los paracaidistas que finalmente fueron derrotados. Durante el ataque a Chiusi, la compañía A del Regimiento First City/Regimiento de Motañistas de Ciudad del Cabo lideró el ataque a las terrazas que se encontraban alrededor de la ciudad. Durante la noche del 21 al 22 de junio, la compañía se rindió por las fuertes fuerzas de los elementos de infantería alemana con colaboración de los tanques, que habían llegado a ayudar a los paracaidistas ya derrotados. Y los miembros supervivientes de la compañía se vieron obligados a rendirse antes del mediodía del 22 de junio. Desde el desastre de la rendición de la 2.ª División de Infantería Sudafricana en Tobruk dos años antes, la rendición de las tropas sudafricanas en combate se había convertido en una cuestión delicada. Esto llevó al primer ministro Smuts, que se había reunido con los jefes de Estado Mayor británicos, el 21 de junio, a desviar su avión al aeródromo de Orvieto en su camino de regreso a Sudáfrica para discutir las consecuencias políticas y militares de este evento con el mando de la División.

#### Cruzando la Línea Trasimeno
Para el 28 de junio, después de duros combates, la Línea Trasimeno (también conocida como Línea Albert) fue atravesada y los Aliados avanzaron hacia el norte con la 24.ª Brigada de Guardias llegando a Chianciano y la 11.ª Brigada Blindada empujando hacia el norte del lago Montepulciano.
El XIII Cuerpo del 8.º Ejército Británico avanzó hacia Florencia. Las siguientes unidades del XIII Cuerpo avanzaron: la 6.ª División Blindada británica a la derecha, la 4.ª División de Infantería británica al centro y la 6.ª División Blindada sudafricana a la izquierda. La División avanzó en dos columnas a través de Rapolano y Palazzuolo hasta que se encontraron con el LXXVI Cuerpo Panzer en la Línea Georg retrasando el avance de la División hacia el norte de la ruta 73.
Las fuerzas del Cuerpo Panzer no eran conocidas inicialmente y los líderes del XIII Cuerpo continuaron adelante esperando que la línea alemana sucumbiera bajo la presión y sin necesitar un ataque a gran escala. El Cuerpo recurrió a más batallones para intentar asegurar las tierras altas de Monte Lignano y la lucha por la colina continuó el 6 y el 7 de julio, pero la 15.ª División Panzergrenadier continuaba manteniendo sus posiciones en las tierras altas. La 6.ª División Blindada sudafricana fue detenida por el flanco izquierdo con dos brigadas de infantería repartidas a 16 km (10 millas); los blindados se mantuvieron en reserva por el difícil terreno. El 7 de julio la 2.ª División de Nueva Zelanda salió de la reserva y se unió al ataque junto con la 6.ª División Blindada británica. Finalmente tomaron las colinas y el Cuerpo alemán se retiró hacia la línea Heinrich detrás del río Arno el 15 de julio. La División sudafricana debía continuar su avance, dirigida sobre el eje de Radda in Chianti en el lado oeste de la Chianti.
La División tuvo un buen desempeño avanzando con dos de sus brigadas a la vanguardia, la 12.ª Brigada Motorizada marcando el camino y el eje de avance que debería seguir la División y la Brigada de Guardias en el flanco derecho, en las laderas de las montañas Chianti. Rada fue asegurada la noche del 17 de julio y se recibieron órdenes para que la División asegurara las montañas Chianti. La Brigada de Guardias capturó el monte Maione en un ataque nocturno la noche del 18 al 19 de julio siendo apoyados por tanques del Regimiento Pretoria, mientras que la 12.ª Brigada Motorizada atacó el monte San Michele el 20 de julio.
Ahora la División tenía la cima de las montañas Chianti, dominando el valle de Arno y pudiendo avanzar seguros hacia Florencia.

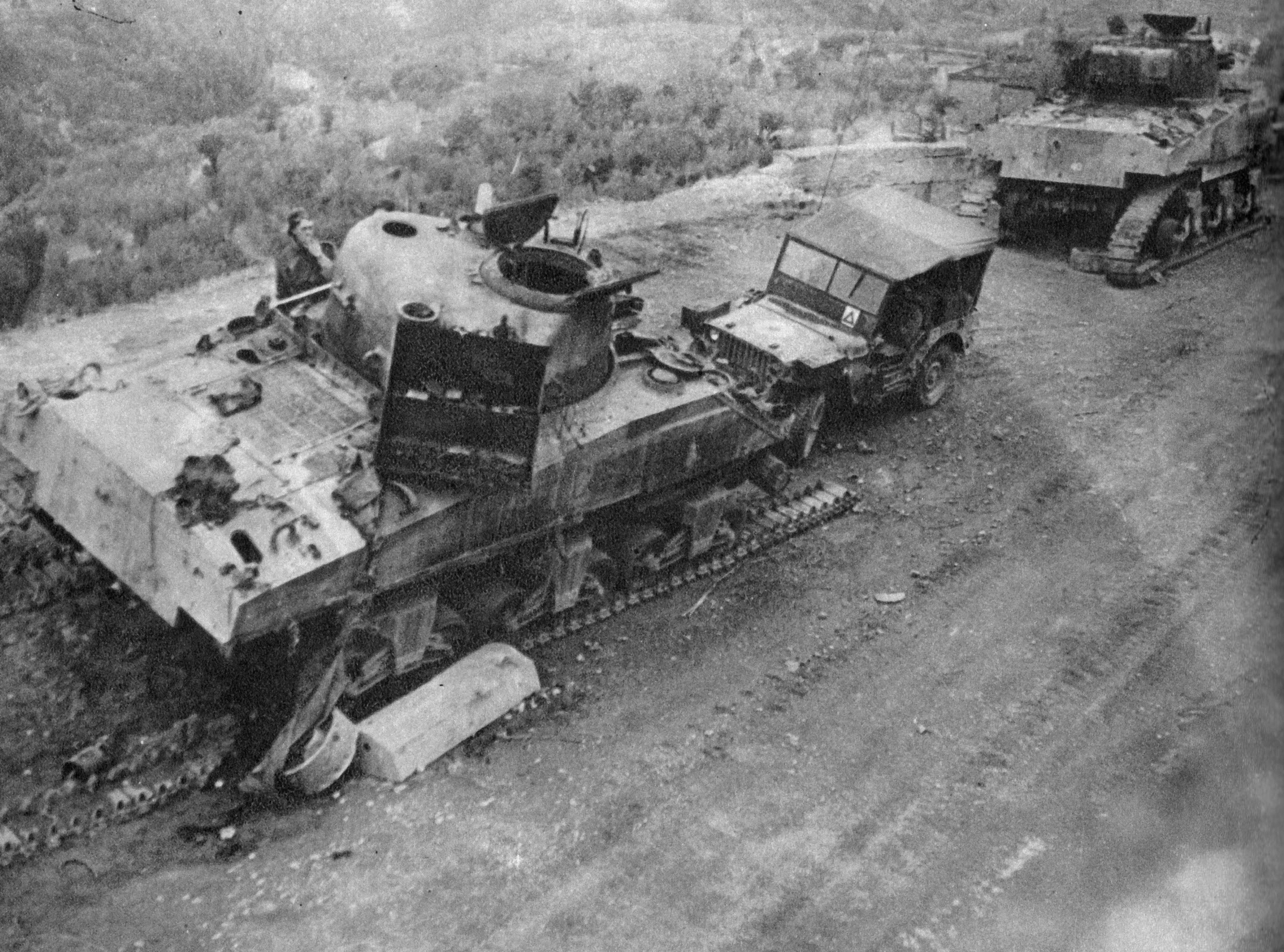
Sherman sudafricano destruido en el combate para capturar las colinas Peruggia, 1944.

#### Florencia
El 20 de julio el general Kirkman, Comandante del XIII Cuerpo, dio la orden de «...un poderoso avance para aprovechar todos los cruces a través del río Arno al oeste de Florencia». Las fuerzas serían concentradas por la 6.ª División Blindada sudafricana al frente. El avance sería liderado por la 6.ª División Blindada sudafricana junto con la 4.ª División de Infantería a la derecha, apoyando los flancos estarían la 6.ª División Blindada británica y la 8.ª División de Infantería de la India. El avance de la División se vio frenado en el acceso a Greve debido a la gran cantidad de minas antitanque, donde un número importante de tanques fueron destruidos, pero a pesar de las prdidas, la 11.ª Brigada Blindada pudo capturar Mercatale que era defendida por la 356.ª División de Infantería alemana con apoyo de tanques Tiger I. La División avanzaba hacia Greve donde fueron detenidos por la 4.ª División de Paracaidistas alemanes, específicamente en el río Greve el 24 de julio. La División flanqueó a los paracaidistas alemanes que se tuvieron que retirar la noche del 24 al 25 de julio, permitiendo que las divisiones de Sudáfrica, India y Nueva Zelanda avanzaran hacia la Línea Paula a la que llegaron el 28 de julio.
El general Kirkman colocó de nuevo a la División sudafricana y la de Nueva Zelanda a la cabeza del avance del XIII Cuerpo, con el objetivo de quebrar la Línea Paula y capturar Florencia. La división de Nueva Zelanda debería dirigir el asalto y la División sudafricana debería neutralizar las colinas al oeste de Impruneta (estas colinas rodeaban Florencia) y limpiar la ruta 2 hacia Florencia. El ataque fue programado para el 30 de julio de 1944. El general Harold Alexander, Comandante de los ejércitos aliados en Italia, indicó de que no tenía la intención de luchar en Florencia y dio la orden a Kirkman de que pasara por alto un ataque a la ciudad, pero esta orden no fue tomada en cuenta. El 31 de julio la artillería pesada apoyó el ataque, pero debido a que el ataque se prolongó más de lo programado, la munición resultó ser escasa y Kirkman ordenó una pausa de 24 horas para esperar a que los suministros llegaran. La Desert Air Force efctuó cerca de 100 salidas por día desde el 31 de julio al 1 de agosto en apoyo del ataque mientras se recibían las municiones y para el 3 de agosto las columnas de las divisiones sudafricanas, de Nueva Zelanda y la 4.ª. División de Infantería avanzaron hacia Florencia. Para el 4 de agosto grupos de avanzada fueron a explorar los alrededores de Florencia encontrando que todos los puentes y caminos para cruzar el río Arno habían sido destruidos. Una patrulla de la Caballería Ligera Imperial/Regimiento Kimberly encontraron un pequeño Puente Viejo intacto y lo cruzaron bajo intenso fuego de artillería, llegando al centro de la ciudad a las 4 a. m., siendo las primeras tropas aliadas en entrar en Florencia.
Después de asegurada Florencia, el general Pool señaló en una Special Order of the Day (Orden del Día Especial), que la División había «[...] cubierto 601 millas (967 km) desde que salió de su área de concentración en Tarento, su artillería había disparado 201 500 balas, los ingenieros de la División habían construido sesenta y cinco puentes (!uno al día!) y habían realizado 196 grandes desviaciones necesarias a través de golpes y demoliciones. Los señalizadores habían puesto 3 752 millas (6 038 kilómetros) de cable de teléfono». La División fue retirada a la Reserva del 8.º Ejército británico para recuperarse y mantenerse en el área de Siena / Castelnuovo hasta el 17 de agosto, cuando se dieron órdenes de que la División fuera reasignada desde el XIII Cuerpo británico al IV Cuerpo estadounidense, para reemplazar parcialmente a las divisiones del 7.º Ejército estadounidense que estaban en la Operación Dragoon. La 6.º División Blindada sudafricana fue asignada a su nuevo Cuerpo (el IV Cuerpo estadounidense) en el 5.º Ejército estadounidense desde el 22 de agosto y fue remplazada en el XIII Cuerpo por la 6.ª División Blindada británica.

### Italia: 5.º Ejército

#### Cruzando el Río Arno

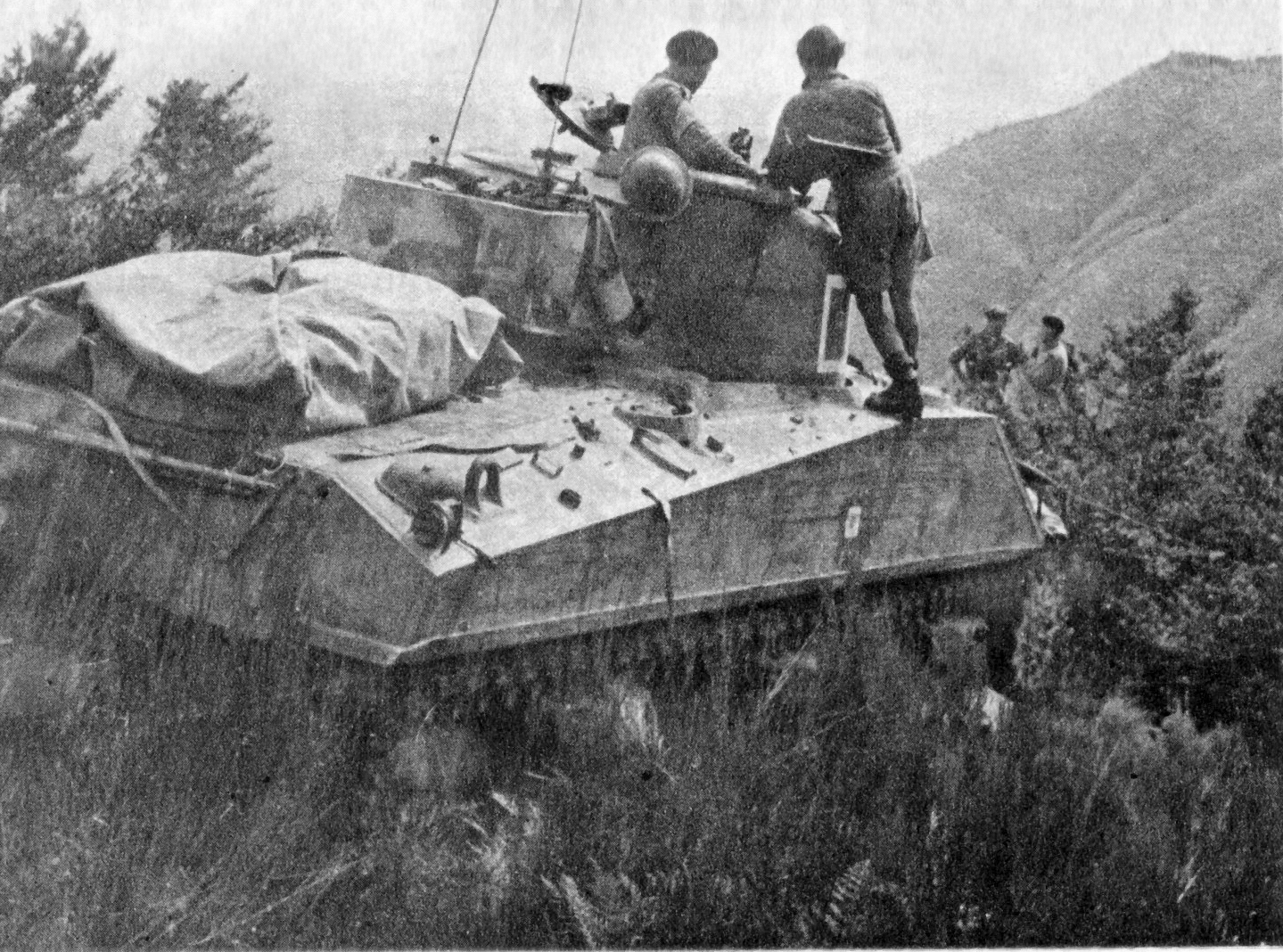
Sherman del Regimiento Pretoria en la cima del Monte Albano, al noroeste de Florencia después de cruzar el río Arno.

Para continuar con el empuje aliado principal al norte de Florencia, primero se tenía que cruzar el río Arno. Patrullas de reconocimiento del Regimiento First City / Montañista de Ciudad del Cabo [FC/CP] encontraron puntos adecuados para cruzar cerca de Le Piagge, permitiendo que la 12.º Brigada Motorizada pudiera cruzar en la noche del 28-29 de agosto bajo fuego de artillería ligera alemana. Los informes de los prisioneros indicaban que las fuerzas alemanas al frente de la División se estaban retirando y esto fue confirmado por el sonido de las demoliciones delante la División. La 12.º Brigada Motorizada, así como la Brigada de Guardias se encargó de enviar patrullas de combate hacia el frente para determinar la magnitud de la retirada. Los informes indicaban que los alemanes se habían retirado a través de un amplio frente, lo que se conocería más tarde como la Línea Gótica. La División cruzó el río gracias a los puentes Bailey construidos por los ingenieros de Sudafricanos sobre pilares dañados. En virtud de algunos bombardeos esporádicos y que unidades reforzadas estaban otorgando una pequeña resistencia, la operación se completó solo el 3 de septiembre. El General Pool, observando la falta de resistencia contra la División, ordenó un avance rápido, pero esta orden fue revocada con el fin de no comprometer el factor sorpresa del ataque al norte de Florencia del 5.º Ejército estadounidense. La orden de esperar y mantenerse en el monte Albano hasta nuevo aviso, había resentido profundamente el Comando de la División y se consideró como una muestra de inflexibilidad y persistencia por parte de los líderes del 5.º Ejército estadounidense.

#### Apeninos
La ofensiva del 8.º Ejército británico en la Línea Gótica alemana recibió el nombre de Olive
y se inició el 25 de agosto de 1944. Interceptores Ultra señalaron a los aliados que tenían una significativa superioridad numérica en soldados, blindados, aviones y artillería, pero tenían una relativa inferioridad los tanques y cañones frente al equipo alemán. El 5.º Ejército estadounidense lanzó el 10 de septiembre un ataque contra los bastiones alemanes en las montañas al sur de Bologna. El ataque fue liderado por el II Cuerpo estadounidense. Como parte del plan la 6.ª División Blindada sudafricana se le ordenó avanzar a la ruta 64 que conducía a Vertago y Bologna y capturar las cimas de los montes Sole y Capara. La 24.ª Brigada de Guardias fueron los primeros en encontrarse con las defensa de la Línea Gótica, al encontrar fuerte resistencia de dos batallones pertenecientes a la 900.ª Brigada Motorizada Lehr y otros dos batallones de la 362.º División de Infantería alemana, que luchaban fuertemente desde posiciones fortificadas, que se habían preparado en el invierno anterior.
Después de que se ordenara tomar el macizo Albano, la 11.ª Brigada Blindada (debido al terreno) se vio obligada a operar sin sus tanques y tuvo que contener en esas condiciones a la 362.º División de Infantería alemana. Para el 22 de septiembre, las demoliciones se oían y se hizo evidente que los alemanes se empezaban a retirar hacia la siguiente línea defensiva de la Línea Gótica la II Línea Verde. La Operación Olive oficialmente terminó el 21 de septiembre de 1944.

#### Batalla en la Línea Gótica

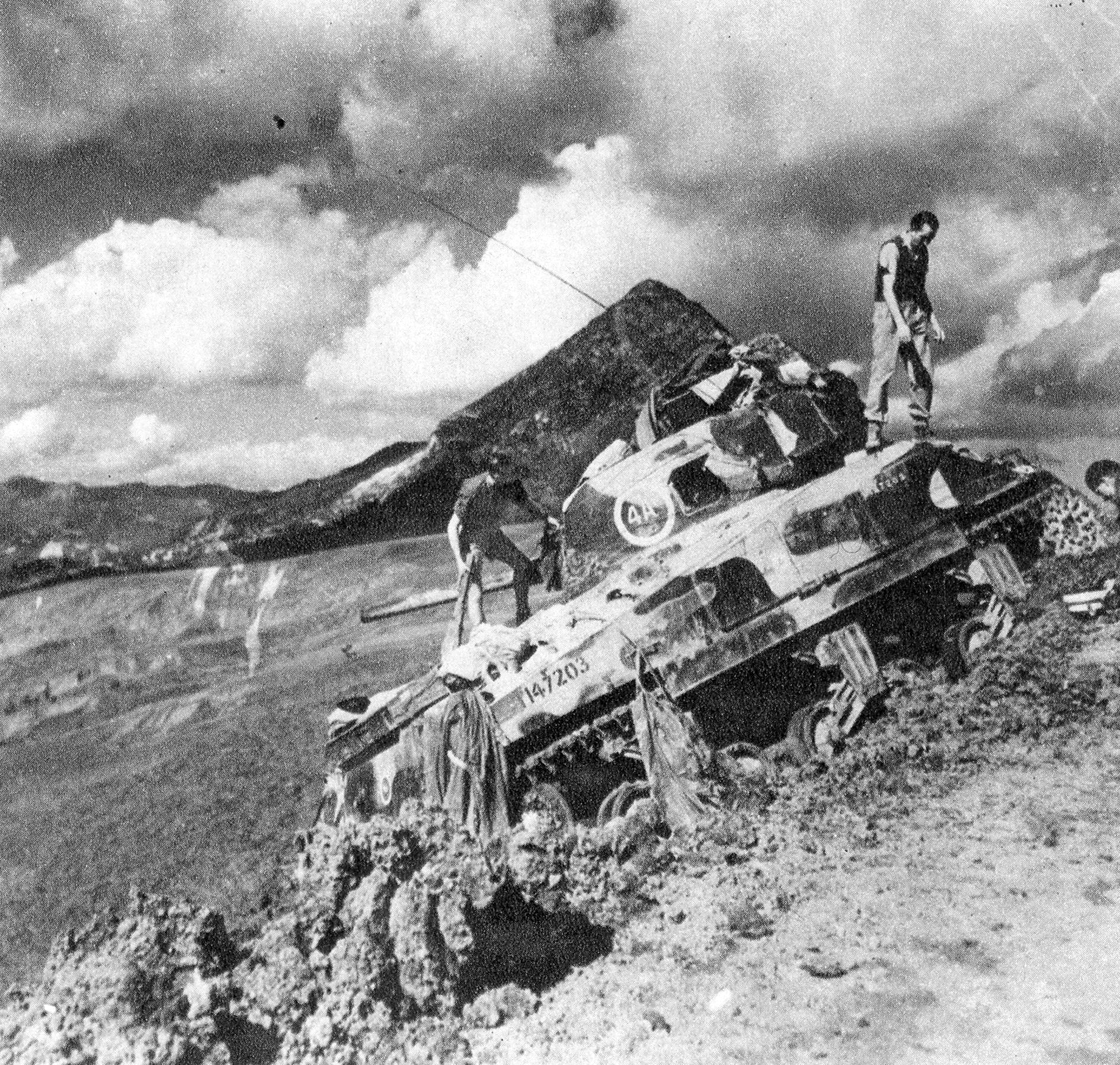
Elementos Rhodesianos de la 11.ª Brigada Blindada en un Sherman camuflado en el Monte Vigese, septiembre de 1944.

El avance sudafricano re-comenzó con la División encabezando el avance al norte de la Ruta 64 con el II Cuerpo estadounidense a su derecha y la 34.ª División de Infantería a su izquierda. Los reportes indicaban que la 16.ª División de SS Panzergrenadier Reichsführer-SS había remplazado a la 362.ª División de Infantería y ahora la 16.ª División estaba defendiendo el sector y se encontraban al frente de la 6.ª División Blindada sudafricana. Para el 28 de septiembre, la División había avanzado en tres ejes distantes entre sí, mientras tanto las fuerzas alemanas que se estaban retirando hicieron explotar los puentes con cargas explosivas, además de alcantarillas y caminos, esto hizo que el avance fuera extremadamente lento. Entonces se decidió entregar la ruta 66 a la Fuerza de Tareas 91, además los ingenieros de Sudáfrica no fueron capaces de mantener las tres vías paralelas al mismo tiempo. Esto permitió que la Brigada de Guardias se pudiera reunir con la 11.ª Brigada Blindada para proteger el flanco occidental del II Cuerpo estadounidense. La Montaña Vigese se interponía en la línea de avance de la División. Dos días se extendió el combate en una lluvia torrencial contra el 36.º Regimiento SS Panzergrenadier, al cual no se pudo vencer por lo cual el General Poole decidió ordenar una pausa y preparar un ataque a la montaña Vigese, el ataque fue liderado por la 12.ª Brigada Motorizada y con la 11.º Brigada Blindada y la Brigada de Guardias como apoyo. Después de un extenso bombardeo con artillería pesada y después de disparar 10 000 balas el ataque tubo éxito.
Después de la batalla, la División se separó para descansar y re-abastecerse. La División fue reasignada del IV Cuerpo estadounidense hacia el comando directo del 5.º Ejército estadounidense
para que el Comandante Teniente-General Mark Clark pudiera coordinar el avance más de cerca con el II Cuerpo estadounidense. Después de esta re-asignación la División fue altamente reforzada con artillería y se le asignó el Comando de Combate B con una Brigada Blindada de la 1.ª División Blindada estadounidense, las que quedaron bajo su control.
Una de las principales tares de la División fue avanzar hacia el norte de Bologna cubriendo los flancos de la 34.ª División de Infantería estadounidense. El Comando de Combate B debía avanzar hacia la ruta 64, la Brigada de Guardias el camino al valle Setta, con la 11.ª y 12.ª Brigadas cubriendo las tierras altas. Oponiéndose al avance estaba la 16.ª División SS Panzergrenadier. Para el 25 de octubre habían llegado al arroyo Setta además habían tomado la colina 501 bajo el Monte Sole, pero el ataque al Monte Sole por parte de la Brigada de Guardias se canceló debido a las lluvias torrenciales. Al día siguiente las lluvias continuaron provocando inundaciones, aislando los elementos de la División en la colina 501 y suspendiendo todo apoyo aéreo por parte del XXII Comando Táctico Aéreo estadounidense. El Monte Sole no fue atacado de nuevo y la División retornó al control del IV Cuerpo estadounidense el 4 de noviembre. A la llegada del invierno, el 5.º Ejército mantuvo una campaña de invierno estática patrullando las posiciones defensivas hasta febrero de 1945.

#### Ofensiva de Primavera
El 18 de febrero la 24.ª Brigada de Guardias fue transferida desde la 6.ª División Blindada hacia la 56.ª División de infantería Londres en el 8.º Ejército británico. Esto fue el fin de la asociación, particularmente entre el regimiento Blindado Pretoria y el 3.ª Batallón de Guardias. La División fue transferida desde el Comando de Combate A de la 1.ª División Blindada estadounidense (que se hizo cargo la 12.ª Brigada Motorizada) hacia el Comando de Combate B (relevando a la 11.ª Brigada Blindada) y se retiró hacia Lucca.

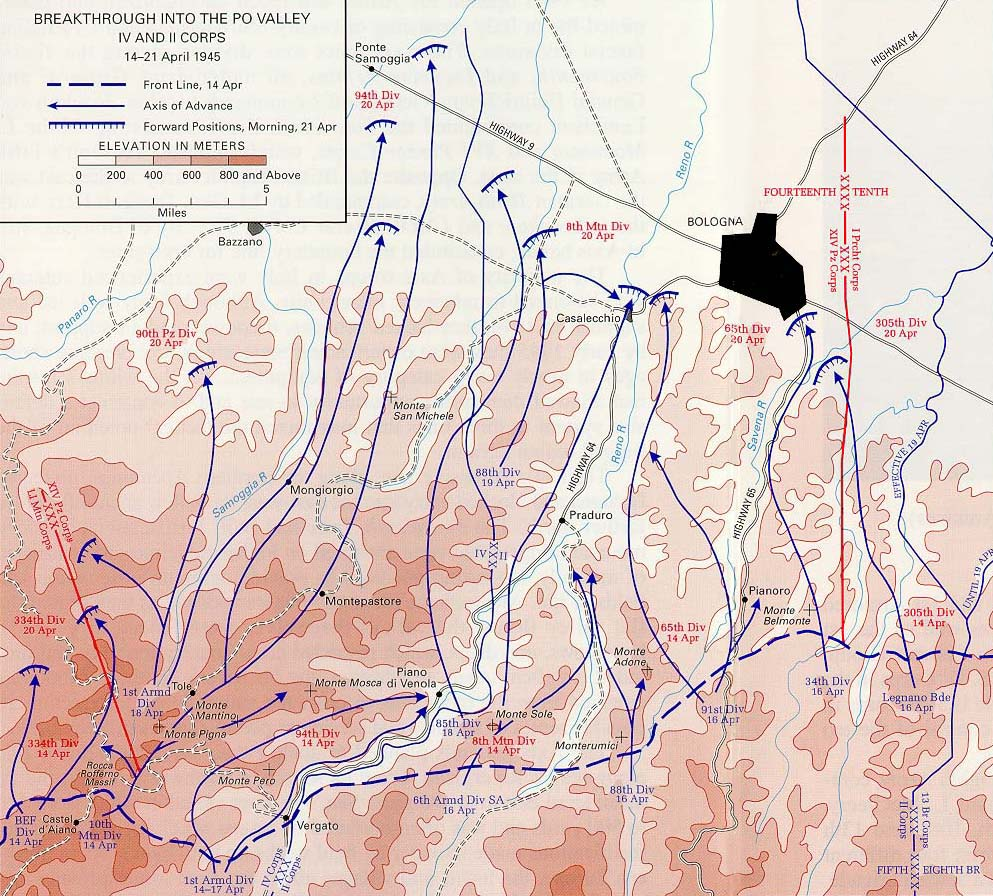
Movimientos del IV Cuerpo a través del valle del río Po. Abril de 1945.

La Ofensiva de Primavera en Italia de 1945 (nombre clave: Grapeshot) fue una operación basada en un plan que requería traspasar tres etapas de líneas, Green, Brown y Black. El 5.º Ejército estadounidense operando en la izquierda y coordinándose con el 8.º Ejército británico a la derecha, la línea Green fue principalmente atacada por la 1.ª División Blindada estadounidense y la 10.ª División de Montaña estadounidense. En la línea Brown, la 6.ª División Blindada sudafricana debería asaltar dos cimas: la del Monte Sole y la del Monte Caprara al centro del avance II Cuerpo estadounidense (por lo tanto del 5.º Ejército estadounidense). Si todo progresaba bien, la línea "Black" debería ser atacada partiendo desde el valle Po por las divisiones blindadas. La 1.ª División Blindada estadounidense se movilizó hacia el oeste y la División sudafricana se movilizó hacia el noroeste de Bologna para reunirse con el 8.º Ejército británico. La Inteligencia había señalado que las montañas que la División sudafricana tendría que atacar estaban siendo defendidas por la 8.ª División de Montaña alemana.
Como parte de la operación se lanzó la primera etapa: cruzar la línea Green, ya llevando un gran avance se lanzó la etapa de la línea Brown el 15 de abril. Esa noche la 6.º División sudafricana fue la primera unidad del II Cuerpo estadounidense en lograr sus objetivos, tomando el Monte Sole en una serie de ataques nocturnos coordinados, asistidos por un bombardeo pesado. Este combate también fue el bautizo de fuego de la nueva 13.ª Brigada Motorizada sudafricana que había sido asignada como reemplazo de la Brigada de Guardias. La batalla había sido dura para todas las tropas involucradas y en la victoria al tomar el Monte Caprana la gran cantidad de bajas fue una de las consecuencias. El 21 de abril la 11.ª Brigada Blindada con apoyo del 349.º Regimiento de Ingenieros estadounidenses se encontraron en el centro de la ciudad de San Matteo della Decima.
Pronto un furioso combate casa a casa se inició y continuó toda la noche lo que resultó en un importante número de tanques destruidos por los cohetes Panzerfaust alemanes. El General Poole dictó la orden de que todas las tropas sudafricanas eliminaran a los francotiradores alemanes y a las posiciones antitanques y para el 22 de abril toda resistencia en la ciudad había terminado.

Estas victorias crearon la oportunidad para que los blindados atravesaran Bologna como parte de la etapa de la línea Black y la 6.ª División Blindada sudafricana se reuniera con la 6.ª División Blindada británica el 23 de abril, y en el proceso de cortar las líneas se retiraron el 14.º Cuerpo Panzer y el 1.º Cuerpo Paracaidista entre las unidades aliadas. Además en el avance hacia la reunión con la 6.ª División Blindada británica, los sudafricanos destruyeron a la 65.º División de Infantería alemana. Después de avanzar a través del Valle del Río Po, la División se agrupó al suroeste de Treviso, el 29 de abril y recibió instrucciones para moverse hacia el oeste hacia la guarnición de Milán.
El General Clark comentó sobre los logros de la División durante la ofensiva de primavera, diciendo:

Eran inteligentes en la batalla, audaces y agresivos contra el enemigo, y dispuestos a hacer cualquier trabajo que era necesario. De hecho, después de un período de muchos días de combate y lucha nocturna, la 6.ª en caso de emergencia iba en la línea como infantería. Cuando la nieve había detenido sus blindados cavaron y pusieron sus tanques en hoyos y los usaron como artillería para compensar nuestra falta de cañones pesados. Cada vez que los vi, me quedé impresionado por el gran número de condecoraciones y honores que se habían ganado de difícil manera. Sus ataques contra las posiciones alemanas fuertemente organizadas se hicieron con gran ímpetu y sin tener en cuenta las bajas. A pesar del número de bajas, nunca se quejaron de las pérdidas. Tampoco Smuts, quien dejó en claro que la Unión Sudafricana tenía intención de hacer su parte en la guerra - y lo hizo con toda seguridad.
General Mark C. Clark, Calculated Risk. p. 391

### Fin de la guerra

#### Rendición del Eje

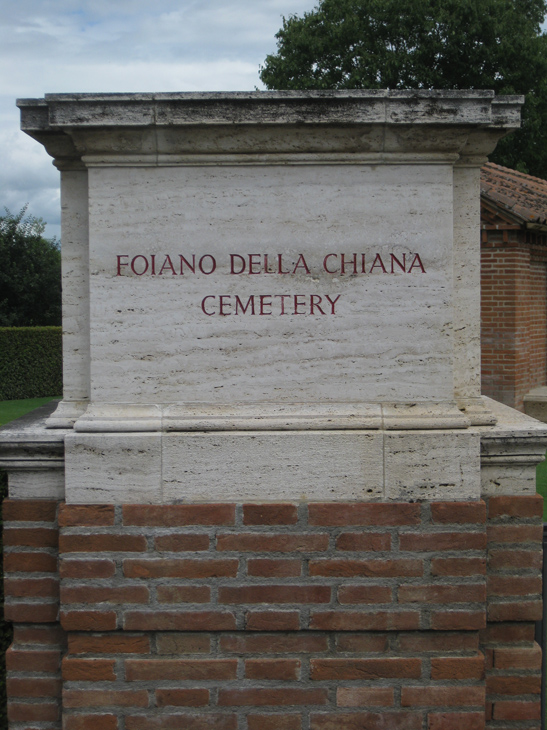
Entrada al cementerio de Foiano Della Chiana donde están enterrados 66 sudafricanos, muertos en las batallas de Chiana de junio-julio de 1944.

El 2 de mayo el Comandante de teatro alemán, Mariscal de Campo Albert Kesselring, acordó con el Mariscal de Campo Alexander los términos de rendición y las órdenes de alto al fuego. Para el 3 de mayo, la División sudafricana estaba al noreste de Milán cuando el General Fridolin von Senger und Etterlin conversó la rendición de las tropas alemanas en Italia al General Clark en Florencia. Esto fue seguido por el anuncio de Winston Churchill de que la guerra había terminado en Europa el 8 de mayo de 1945. La División celebró un desfile de la victoria en el Autodromo Nazionale di Monza el 14 de julio de 1945 teniendo la participación del General Clark (15.º Grupo de Ejército) y el General Truscott (5.º Ejército) además de numerosos comandantes de unidades que prestaban servicio en Italia. Durante el desfile, numerosas condecoraciones americanas les fueron otorgadas a las tropas de la División incluyendo la Legión al Mérito que se entregó al General Poole.
Las brigadas sudafricanas fueron desplegadas a la frontera suiza y francesa para tareas de vigilancia de fronteras, con la 11.ª Brigada Blindada desplegada en la frontera suiza, la 13.ª Brigada Motorizada alrededor de Turin y la 12.ª Brigada Motorizada en al valle de Aosta, paralelo a la frontera italiana-francesa. El 16 de julio la 44.ª División de Infantería italiana Cremona y el Ejército Co-Beligerante italiano fueron puestos bajo el comando de la División permitiendo que algunos batallones volvieran a rapatriación en Sudáfrica. Las dos brigadas motorizadas se fusionaron y siguieron con sus deberes de guardias de la provincia de Imperia, hasta el 18 de agosto, mientras que la brigada blindada fue fusionada con una división de artillería.

#### Disturbios durante la desmovilización
A principios de abril de 1945, se hacía obvio que la guerra estaba llegando a su fin y que la División, así como muchas otras tropas de Sudáfrica en calidad de cuerpos, divisiones y tropas de ejército requerían transporte para regresar a Sudáfrica para la desmovilización. El 1 de mayo, las Fuerzas de Defensa de la Unión Sudafricana se dieron cuenta de que no tenían planes para regresar a las tropas a Sudáfrica y se empezó dando instrucciones para transportar 5 000 soldados por mes por vía aérea a partir del 1 de julio de 1945 y 15 000 soldados por vía marítima durante la segunda mitad de la año, resultando en la repatriación de 45 000 a finales de año. Además de la 6.ª División Blindada sudafricana y otras tropas en Italia, había miles de prisioneros sudafricanos liberados recientemente que habían estado prisioneros en Italia y una gran parte de estos pertenecía a la 2.ª División de Infantería sudafricana que habían sido capturados en la batalla de
Sidi Rezegh, en Tobruk y en las batallas en el desierto occidental. Su número no se había tenido en cuenta en los planes de desmovilización.
El lugar de reunión de las tropas fue en Helwan, al norte de El Cairo, Egipto, que ya estaba sobrepoblado y además se agregaba que el número de tropas que estaba regresando a Sudáfrica era sustancialmente menor que lo esperado. Además de que el envío de tropas se había retrasado. La comida era escasa y el nivel de disciplina se deterioró aún más, cuando las tropas se enteraron de que el envío era por orden alfabético y no por unidad. Una reunión de protesta se llevó a cabo el 20 de agosto y el tamaño de la multitud se fue aumentando al pasar las horas, la reunión se hizo más violenta resultando en destrozos, saqueos y quema de numerosos locales por parte de las tropas enojadas, se bloquearon tiendas, automotoras, bungalós y puestos de libros, así como su propia tienda de la NAAFI (Navy, Army and Air Force Institutes). El General de Poole viajó desde Italia para hacer frente a las tropas, y prometió que de inmediato se tomarían medidas para acelerar el ritmo de repatriación. Semanas más tarde, la investigación del tribunal evaluó el costo total de los daños y perjuicios en £22 768 431.
Para el 25 de enero de 1946, 101 676 soldados habían llegado a Sudáfrica y el último avión partió de Egipto el 26 de febrero llevando al Mayor-General Evered Poole quien llegó a Durban el 2 de marzo de 1946

#### Bajas
El General Poole informó que las bajas sudafricanas fueron las siguientes: Muertos: 711; Heridos: 2 675; Desaparecidos: 157; Total: 3 543.
|                                                                     |
| Conductor del Cuerpo del Cabo Sudafricano cerca de Bologna en 1944. |

|                                                                                              |
| Comandantes de la 6.ª División Blindada, de izquierda a derecha Poole, Furstenburg y Theron. |

|                                                                 |
| Tanques Sherman Firefly del Regimiento Pretoria en Italia,1944. |

|                                                                                        |
| Tanques Sherman pasando al lado de un SdKfz 222 alemán destruido, 25 de enero de 1944. |

|                                                                   |
| Paracaidistas alemanes moviendo un PaK-40, 23 de febrero de 1945. |

|                                                                                       |
| Cazacarros M10 desfilando en conmemoración del fin de la guerra, 14 de julio de 1945. |

## Equipo
El origen de los blindados de la 6.ª División provenía de los tanques de la 2.ª y 3.º División de Infantería de Sudáfrica, estas divisiones habían utilizado principalmente tanques ligeros Crusader, M3 Stuart y en una pequeña cantidad los nuevos tanques medianos M4 Sherman, para tareas de apoyo a la infantería en la Campaña de África. Todos estos tanques formaron el núcleo de la nueva 6.ª División Blindada, ya que la 2.ª División fue desactivada en 1943 y la 3.ª fue capturada en Tobruk, por lo que no había unidades sudafricanas que utilizaran tanques para finales de 1943. Para el entrenamiento en Egipto se recibieron unos pocos Sherman adicionales, con los pocos tanques que tenía la División no se podía empezar el despliegue a Italia por lo que la División ordenó una considerable cantidad de blindados a Estados Unidos los que incluían: tanques M4 Sherman, cazacarros M10 Wolverines y artillería autopropulsada M7 Priest. Para el 27 de mayo de 1944 la División había desplegado en Italia las siguientes unidades:
| Vehículos blindados por unidad            |         |        |          |            |     |        |       |
| Unidad                                    | Sherman | Stuart | M3 Grant | Puente Val | M10 | Priest | Total |
| Special Service Battalion (SSB)           | 52      | 11     |          |            |     |        | 63    |
| Prince Alfred's Guard (PAG)               | 68      | 11     |          |            |     |        | 79    |
| Natal Mounted Rifles (NMR)                | 43      | 30     |          |            |     |        | 73    |
| HQ 6.º División Blindada                  | 4       |        | 3        |            |     |        | 7     |
| Prince Alice's Own Pretoria Regiment (PR) | 53      | 11     |          |            |     |        | 64    |
| HQ 11.ª Brigada Blindada                  | 8       |        |          | 3          |     |        | 11    |
| 1st/6th Field Regiment                    | 6       |        |          |            |     |        | 6     |
| 4/22 Field Regiment                       | 13      |        |          |            |     | 24     | 37    |
| 7th/23rd Medium Regiment                  | 2       |        |          |            |     |        | 2     |
| 1st/11th Anti-Tank Regiment               |         |        |          |            | 24  |        | 24    |
| Field Squadron (FDS)                      | 27      |        |          |            |     |        | 27    |
| Total                                     | 276     | 63     | 3        | 3          | 24  | 24     | 393   |

Las unidades de Sherman de color azul son las unidades que usaron sus tanques Sherman como Sherman OP, solo se equipó a tres unidades de artillería con esta versión, con un total de 21 Sherman OP. Los Sherman OP eran versiones de Sherman americanos equipados con una radio extra y su función principal era de observación y señalización de blancos.
Para el 13 de abril de 1945 el Mayor-General Poole en la Carta de Enlace N.º 28 señaló al Teniente-General Sir P. van Ryneveld que todos los M4 Sherman de la División se habían remplazado por las siguientes variantes:
- 9 x Sherman 105 mm, por regimiento para apoyo contra tanques.
- 9 x Sherman 17pdr (Sherman Firefly), por regimiento, armado con un cañón británico de 76.2 mm.
- 6 x Sherman Bulldozer.
- 3 x Sherman Flail.

## Comando y Organización

### Unidades en las que prestó servicio la División
| Unidad y periodo                   |                       |                         |
| HQ Tropas británicas en Egipto     | 1 de mayo de 1943     | 31 de diciembre de 1943 |
| III Cuerpo británico               | 1 de enero de 1944    | 14 de marzo de 1944     |
| Fuerzas egipcias                   | 14 de marzo de 1944   | 14 de abril de 1944     |
| Reserva del 8.º Ejército británico | 21 de abril de 1944   | 28 de mayo de 1944      |
| I Cuerpo canadiense                | 28 de mayo de 1944    | 6 de junio de 1944      |
| XIII Cuerpo británico              | 6 de junio de 1944    | 6 de agosto de 1944     |
| Reserva del 8.º Ejército británico | 6 de agosto de 1944   | 20 de agosto de 1944    |
| IV Cuerpo estadounidense           | 22 de agosto de 1944  | 7 de octubre de 1944    |
| 5.º Ejército estadounidense        | 7 de octubre de 1944  | 31 de octubre de 1944   |
| IV Cuerpo estadounidense           | 31 de octubre de 1944 | 15 de enero de 1945     |
| II Cuerpo estadounidense           | 15 de enero de 1945   | 30 de abril de 1945     |
| 5.º Ejército estadounidense        | 30 de abril de 1945   | 31 de mayo de 1945      |
| Fuerzas de Defensa Sudafricanas    | 1 de junio de 1945    | 1946                    |

### Orden de batalla
Orden de Batalla de la División en su llegada a Italia y al final de la guerra.
| HQ 6.º División Blindada              |                                                                         | |
| Fecha                                 | 21 de abril de 1944 (Llegada a Italia)                                  | 2 de mayo de 1945 (Fin de la guerra) |
| Formación superior:                   | XIII Cuerpo británico                                                   | IV Cuerpo estadounidense |
| Comandante:                           | Mayor-General W.H.E. Poole                                              | Mayor-General W.H.E. Poole |
| Tropas de División:                   | Royal Durban Light Infantry, South African Infantry Corps               | Support Battalion DSR |
| Reconocimiento:                       | Natal Mounted Rifles, South African Armoured Corps                      | |
| Artillería de División:               | Commander Divisional Artillery: Col J.N. Bierman                        | Commander Divisional Artillery: Brig J.N. Bierman                                                                                            |
| Artillería de División:               | 1st/6th Field Regiment, Cape Field Artillery                            | 1st/6th Field Regiment, Cape Field Artillery                                                                                                 |
| Artillería de División:               | 4/22 Field Regiment, South African Artillery Corps                      | 4/22 Field Regiment, South African Artillery Corps                                                                                           |
| Artillería de División:               | 166th (Newfoundland) Field Regiment, Royal Artillery                    | |
| Artillería de División:               | 7th/23rd Medium Regiment, South African Artillery Corps                 | 7th/23rd Medium Regiment, South African Artillery Corps                                                                                      |
| Artillería de División:               | 1st/11th Anti-Tank Regiment, South African Artillery Corps              | 1st/11th Anti-Tank Regiment, South African Artillery Corps                                                                                   |
| Artillería de División:               | 1st/12th Light Anti-Aircraft Regiment, South African Artillery Corps    | |
| Ingenieros:                           | 17th Field Park Sqn, South African Engineering Corps                    | 17th Field Park Sqn, South African Engineering Corps                                                                                         |
| Ingenieros:                           | 12th Field Squadron, South African Engineering Corps                    | 12th Field Squadron, South African Engineering Corps                                                                                         |
| Ingenieros:                           | 8th Field Squadron, South African Engineering Corps                     | 8th Field Squadron, South African Engineering Corps                                                                                          |
| Ingenieros:                           | 622nd Field Squadron, Royal Engineers                                   | |
| Señales:                              | 6 SA Div Signal Squadron, South African Corps of Signals                | 6 SA Div Signal Squadron, South African Corps of Signals                                                                                     |
| Señales:                              | 6 SA Div Artillery Signal Squadron, South African Artillery Corps       | 6 SA Div Artillery Signal Squadron, South African Artillery Corps                                                                            |
| Señales:                              | 14th Mot Bde Signals Squadron, South African Corps of Signals           | 14th Mot Bde Signals Squadron, South African Corps of Signals                                                                                |
| Médicos:                              | 19th Field Ambulance, South African Medical Corps                       | 19th Field Ambulance, South African Medical Corps                                                                                            |
| Médicos:                              | 20th Field Ambulance, South African Medical Corps                       | 20th Field Ambulance, South African Medical Corps                                                                                            |
| 11.ª Brigada Blindada                 |                                                                         | |
| Fecha                                 | 21 de abril de 1944 (Llegada a Italia)                                  | 2 de mayo de 1945 (Fin de la guerra) |
| Comandante:                           | Brigadier J.P.A. Furstenburg                                            | Brigadier J.P.A. Furstenburg |
| Blindados:                            | Prince Alice's Own Pretoria Regiment (PR)                               | Prince Alice's Own Pretoria Regiment (PR) |
| Blindados:                            | Prince Alfred's Guard (PAG)                                             | Prince Alfred's Guard (PAG) |
| Blindados:                            | Special Service Battalion (SSB)                                         | Special Service Battalion (SSB) |
| Infantería:                           | Imperial Light Horse / Kimberley Regiment (ILH/KimR)                    | 4th/13th Frontier Force Rifles |
| 12.ª Brigada de Infantería Motorizada |                                                                         | |
| Fecha                                 | 21 de abril de 1944 (Llegada a Italia)                                  | 2 de mayo de 1945 (Fin de la guerra) |
| Commandante:                          | Brigadier R.J. Palmer                                                   | Brigadier R.J. Palmer |
| Tropas de la Brigada:                 |                                                                         | Regiment Botha/Regiment President Steyn(RB/RPS)                                                                                              |
| Infantería:                           | First City/Cape Town Highlanders (FC/CTH)                               | First City/Cape Town Highlanders (FC/CTH) |
| Infantería:                           | Royal Natal Carbineers (RNC)                                            | Royal Natal Carbineers (RNC) |
| Infantería:                           | Witwatersrand Rifles Regiment/Regiment de la Rey (WR/DLR)               | Witwatersrand Rifles Regiment/Regiment de la Rey (WR/DLR)                                                                                    |
| 13.ª Brigada Motorizada               |                                                                         | |
| Fecha                                 | 21 de abril de 1944 (Llegada a Italia)                                  | 2 de mayo de 1945 (Fin de la guerra) |
| Comandante:                           | Al principio no formaba parte de la División, se unió en abril de 1945. | Brigadier J.P. Bester |
| Infantería:                           | Al principio no formaba parte de la División, se unió en abril de 1945. | Imperial Light Horse / Kimberley Regiment (ILH/KimR)                                                                                         |
| Infantería:                           | Al principio no formaba parte de la División, se unió en abril de 1945. | Natal Mounted Rifles / South African Air Force Regiment                                                                                      |
| Infantería:                           | Al principio no formaba parte de la División, se unió en abril de 1945. | Royal Durban Light Infantry (RDLI) |
| Artillería:                           | Al principio no formaba parte de la División, se unió en abril de 1945. | 15th Field Regiment, South African Artillery Corps                                                                                           |
| Ingenieros:                           | Al principio no formaba parte de la División, se unió en abril de 1945. | 5th Field Company, South African Engineering Corps                                                                                           |
| Médicos:                              | Al principio no formaba parte de la División, se unió en abril de 1945. | 19th Field Ambulance, South African Medical Corps                                                                                            |
| Señales:                              | Al principio no formaba parte de la División, se unió en abril de 1945. | 18th Motorised Brigade Signals |
| 24.º Brigada de Guardias              |                                                                         | |
| Fecha                                 | (fecha de unión a la división) 20 de mayo de 1944                       | 2 de mayo de 1945 (Fin de la guerra) |
| Comandante:                           | Brigadier M.D. Erskine                                                  | No siguió en la División. Se separó de la División el 18 de febrero de 1945 y pasó a formar parte de la 56.ª División de Infantería Londres. |
| Infantería:                           | 1st Battalion, The Scots Guards                                         | No siguió en la División. Se separó de la División el 18 de febrero de 1945 y pasó a formar parte de la 56.ª División de Infantería Londres. |
| Infantería:                           | 3rd Battalion, Coldstream Guards                                        | No siguió en la División. Se separó de la División el 18 de febrero de 1945 y pasó a formar parte de la 56.ª División de Infantería Londres. |
| Infantería:                           | 5th Battalion, Grenadier Guards                                         | No siguió en la División. Se separó de la División el 18 de febrero de 1945 y pasó a formar parte de la 56.ª División de Infantería Londres. |
| Ingenieros:                           | 42nd Field Company, Royal Engineers                                     | No siguió en la División. Se separó de la División el 18 de febrero de 1945 y pasó a formar parte de la 56.ª División de Infantería Londres. |
| Ingenieros:                           | 24th Independent Brigade Group (Guards) Workshop                        | No siguió en la División. Se separó de la División el 18 de febrero de 1945 y pasó a formar parte de la 56.ª División de Infantería Londres. |
| Médicos:                              | 137th Field Ambulance, Royal Army Medical Corps                         | No siguió en la División. Se separó de la División el 18 de febrero de 1945 y pasó a formar parte de la 56.ª División de Infantería Londres. |
| Señales:                              | 550th Company, Royal Corps of Signals                                   | No siguió en la División. Se separó de la División el 18 de febrero de 1945 y pasó a formar parte de la 56.ª División de Infantería Londres. |

### Teatros de Operaciones
Principales teatros de operaciones:
- Sudáfrica: 1 de febrero—19 de abril de 1943.
- En el mar: 19—30 de abril de 1943.
- Egipto: 30 de abril de 1943 al 16 de abril de 1944.
- En el mar: 16 de abril—21 de abril de 1944.
- Italia: 21 de abril de 1944 al 8 de mayo de 1945.

### Batallas y combates
Las tropas de la División participaron en las siguientes batallas:
| Batallas               | Combate               | Desde                    | Hasta                    |
| ---------------------- | --------------------- | ------------------------ | ------------------------ |
| 1944                   |                       |                          |                          |
| Roma                   | Avance hacia Tíber    | 22 de mayo de 1944       | 4 de junio de 1944       |
|                        | Celleno               | 9 de junio de 1944       | 9 de junio de 1944       |
|                        | Bagnoregio            | 11 de junio de 1944      | 13 de junio de 1944      |
|                        | Allerona              | 15 de junio de 1944      | 15 de junio de 1944      |
| Línea Trasimene        | Línea Trasimene       | 20 de junio de 1944      | 30 de junio de 1944      |
| Arezzo                 | Arezzo                | 4 de julio de 1944       | 17 de julio de 1944      |
| Avance hacia Florencia | Monte San Michele     | 18 de julio de 1944      | 20 de julio de 1944      |
|                        | Monte Domini          | 21 de julio de 1944      | 24 de julio de 1944      |
|                        | Monte Kili            | 21 de julio de 1944      | 23 de julio de 1944      |
|                        | Línea Paula           | 30 de julio de 1944      | 4 de agosto de 1944      |
| Línea Gótica           | Monte Porro del Bagno | 15 de septiembre de 1944 | 18 de septiembre de 1944 |
|                        | Femmina Morta         | 17 de septiembre de 1944 | 18 de septiembre de 1944 |
|                        | Camino a Catarelto    | 28 de septiembre de 1944 | 3 de octubre de 1944     |
|                        | Monte Vigese          | 30 de septiembre de 1944 | 6 de octubre de 1944     |
|                        | Monte Stanco          | 7 de octubre de 1944     | 13 de octubre de 1944    |
|                        | Monte Salvaro         | 19 de octubre de 1944    | 23 de octubre de 1944    |
| 1945                   |                       |                          |                          |
| Bologna                | Monte Sole            | 15 de abril de 1945      | 18 de abril de 1945      |
|                        | Puente Camposanto     | 22 de abril de 1945      | 22 de abril de 1945      |